# Aroa Moreno Durán
Aroa Moreno Durán (Madrid, 1981) es una escritora y periodista española.

## Biografía
Estudió Periodismo en la Universidad Complutense de Madrid, especializándose en "Información internacional y países del Sur". Es autora de La hija del comunista (Caballo de Troya, 2017). La novela fue galardonada con el Premio Ojo Crítico en 2017 a la Mejor Novela del Año. En 2022, publicó La bajamar, (Random House), por la que obtuvo el premio Grand Continent. Ha publicado los libros de poemas Veinte años sin lápices nuevos (Alumbre, 2009) y Jet lag (Baile del Sol, 2016). Es autora de las biografías de Frida Kahlo, Viva la vida, y de Federico García Lorca, La valiente alegría (ambas en Difusión, 2011). Ha impartido talleres de periodismo y escritura en México y colabora con varios medios de comunicación.
La hija del comunista narra la vida de una familia de emigrantes españoles en la Alemania del Este, en Berlín oriental, donde sus vidas transcurren a la sombra de los acontecimientos históricos y políticos que se suceden desde los años 50 hasta la caída del Muro de Berlín. Almudena Grandes afirmó: «Es una novela perfecta, por la emoción y por la manera de acertar en todas las decisiones de su autora». Ha sido traducida a siete idiomas.
La bajamar narra la historia de una familia del País Vasco a través de tres generaciones de mujeres. Dese la Guerra Civil y el exilio a la actualidad, pasando por los años del terrorismo de ETA. Hasta la fecha ha sido traducida al italiano y al alemán.

## Obras

#### Poemas
- Todavía una noche (Tusquets, 2025). ISBN 978-84-1107-575-6
- Veinte años sin lápices nuevos (Alumbre, 2009). ISBN 978-84-96583-98-6.
- Jet lag (Baile del Sol, 2016). ISBN 978-84-16794-10-2

#### Biografías
- Frida Kahlo. Viva la vida (Difusión Centro de Publicación y Publicaciones de idiomas, 2011). ISBN 978-84-8443-73-6.[7]
- Lorca. La valiente alegría (2012). ISBN 978-84-84437-37-6.[8]
- Almudena. Una biografía. Ilustrado por Ana Jarén. (Lumen - Penguin Random House, 2024). ISBN 978-84-264-2653-6.

#### Novelas
- La hija del comunista (Caballo de Troya 2017). ISBN 978-84-15451-80-8.

- La bajamar (Literatura Random House 2022).

## Premios
- Premio Ojo Crítico de Narrativa 2017 por La hija del comunista.
- Prix Grand Continent 2022 por La bajamar.